# Гемолитин

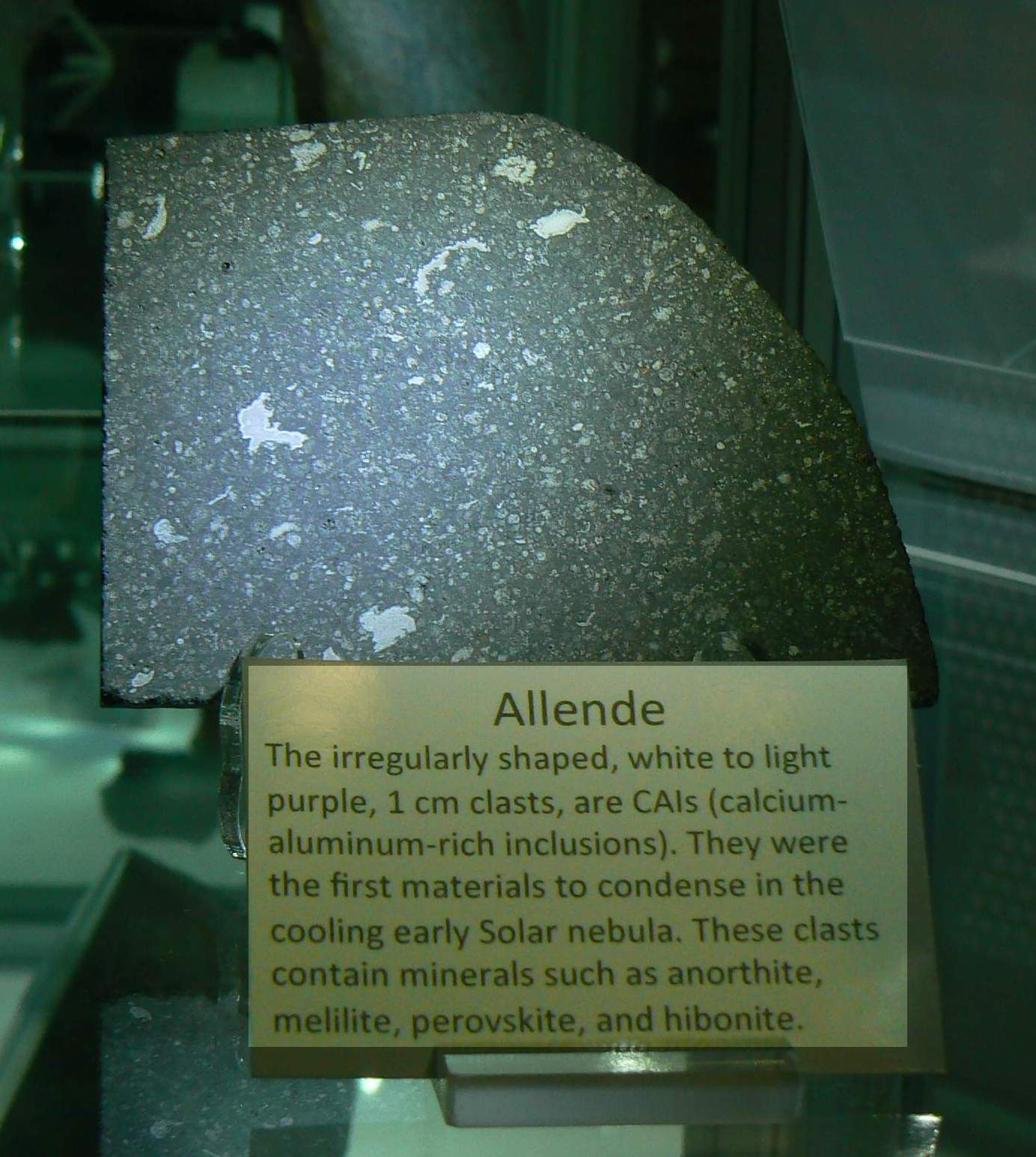
Метеорит Acfer 086, в котором был обнаружен гемолитин, выглядит аналогично этому.

Гемолитин — белок, содержащий железо и литий, обнаруженный в метеорите Acfer 086. Считается первым обнаруженным белком внеземного происхождения. Белок состоит из двух антипараллельных аминокислотных нитей, длиной до 16 аминокислот: глицина и гидроксиглицина. Этот белок был обнаружен учёными из Гарвардского университета совместно с компаниями PLEX Corporation и Bruker Scientific, работающими в области физики и биотехнологий. Однако, предполагаемое открытие было встречено с определенным скептицизмом.